# Pseudorhaphitoma perlonga
Pseudorhaphitoma perlonga is een slakkensoort uit de familie van de Mangeliidae. De wetenschappelijke naam van de soort is voor het eerst geldig gepubliceerd in 1899 door Melvill.